# Cà ri gà
Cà ri gà là một món ăn phổ biến ở Nam Á, Đông Nam Á, cũng như tại Caribbean (nơi món này thường được gọi là "cà ri gà"). Món cà ri Nam Á điển hình bao gồm thịt gà hầm với củ hành tây và nước xốt cà chua, thêm hương vị với gừng, tỏi, ớt và một loạt các loại gia vị, thường gồm có bột nghệ, thì là, rau mùi, quế, bạch đậu khấu và như thế. Bên ngoài khu vực Nam Á, cà ri gà thường ướp với một hỗn hợp gia vị trước khi nấu, gọi là bột cà ri.